# Lake Tuakitoto
Der Lake Tuakitoto ist ein See im Süden der Region Otago auf der Südinsel von Neuseeland.

## Geographie
Der See befindet sich rund 4,5 km ostnordöstlich von Balclutha nahe der Ortschaft Benhar. Das flache Gewässer erstreckt sich über eine Länge von rund 2,5 km in Nord-Süd-Richtung und misst an seiner breitesten Stelle rund 930 m in Ost-West-Richtung. Die Flächenausdehnung des Sees beträgt rund 1,34 km².
Gefüllt wird der See von den von Osten kommenden kleinen Streams, die in der bis zu 149 m hohen Hügellandschaft entspringen. Über einen direkten Abfluss verfügt der See nicht, wird aber nach Westen und Norden hin von einem durch zahlreiche Wassergräben und Bächen durchzogenen Feuchtgebiet flankiert.